# Philipp Walsleben
Philipp Walsleben (Potsdam, 19 de noviembre de 1987) es un ciclista alemán que compitió en ciclismo en ruta y en ciclocrós. Se retiró en 2021.

## Palmarés

### Ciclocrós
| 2009 - Campeonato Mundial sub-23 de Ciclocrós - Campeonato Europeo sub-23 de Ciclocrós - Campeonato de Alemania en Ciclocrós 2010 - Campeonato de Alemania en Ciclocrós 2011 - Campeonato de Alemania en Ciclocrós 2012 - 2.º en el Campeonato de Alemania en Ciclocrós | 2013 - Campeonato de Alemania en Ciclocrós 2014 - Campeonato de Alemania en Ciclocrós 2016 - Campeonato de Alemania en Ciclocrós 2017 - 3.º en el Campeonato de Alemania en Ciclocrós |

### Ruta
2011
- 1 etapa de la Mi-août en Bretagne

2013
- 1 etapa del Tour de Alsacia
- Baltic Chain Tour, más 1 etapa

2018
- Bałtyk-Karkonosze Tour, más 1 etapa
- 2 etapas de la Vuelta a Lieja

2021
- 1 etapa de la Boucles de la Mayenne
- 1 etapa de la Arctic Race de Noruega